# Eusébio Oscar Scheid
Eusébio Oscar Scheid   (Luzerna, 8 de desembre de 1932 - Jacareí, 13 de gener de 2021), S.C.I., fou un cardenal brasiler que serví com a arquebisbe de São Sebastião do Rio de Janeiro.

## Biografia
Realitzà els seus estudis primaris i secundaris al Seminari dels Pares Dehonians de Corupá, Santa Catarina. Al 1954 inicià els estudis de filosofia a Brusque; continuant-los a la Pontifícia Universitat Gregoriana de Roma entre 1955 i 1957. Realitzà els estudis de teologia també a la Gregoriana i també a Propaganda Fide entre 1957 i 1964. Especialitzant-se en cristologia, el seu doctorat versà sobre la interioritat de Crist.
Ordenat prevere de la Congregació dels Pares Dehonians a Roma de mans d'Inácio João Dal Monte, OFM, bisbe de Guaxupé el 30 de juliol de 1960.
Professor al Seminari Crist Rei i al Seminari Regional del Nord-oest de Recife entre 1964 i 1965; professor de teologia dogmàtica i litúrgia a l'institut teològic de Taubaté, São Paulo al període de 1966 a 1981. Coordinador de Catequesi de Taubaté de 1970 a 1974. Va ser professor convidat de la Pontifícia Universitat Catòlica de São Paulo, de 1966 a 1968.
Va ser consagrat bisbe de São José dos Campos, nunci apostòlic al Brasil,l'1 de maig de 1981, amb els bisbes Geraldo Maria de Morais Penido, Honorato Piazera SCJ servint com a coconsagradors.
Posteriorment nomenat arquebisbe de Florianópolis el 23 de gener de 1991. En aquesta diòcesi fundà el Seminari de Teologia Convívio de Emaús i del Seminari de Filosofia Edith Stein; així com l'Institut Social João Paulo II.
Va ser arquebisbe de arquebisbe de São Sebastião do Rio de Janeiro entre el 25 de juliol de 2001 i el 29 de febrer de 2009, dia en que el Papa Benet XVI acceptà la seva renúncia al govern pastoral de l'arxidiòcesi. Va ser succeït per l'arquebisbe Orani João Tempesta.
Va ser ordinari pels fidels catòlics de ritu oriental residents al Brasil desproveïts d'ordinari del ritu propi entre el 3 d'octubre de 2001 i el 28 de juliol de 2010. A més, serví com a President de la IV Regió Sud de la Conferència Episcopal del Brasil i conseller de la Comissió Pontifícia per a Amèrica Llatina.
El Papa Joan Pau II el creà cardenal al consistori del 21 d'octubre de 2003, amb el títol de cardenal prevere de Santi Bonifacio ed Alessio. Participà en el conclave de 2005 on s'escollí el Papa Benet XVI.
El 8 de desembre de 2012, en complir els 80 anys, i d'acord amb el motu proprio Ingravescentem Aetatem del Papa Pau VI, va haver d'abandonar tots els càrrecs que ocupava a la cúria pontifícia i el dret d'entrar a qualsevol conclave futur.

## Conclave de 2005
En els mesos durant els quals la salut de Joan Pau II fallà, el cardenal Scheid, tot i ser un conegut conservador, va parlar a favor de tenir un Papa africà, que molts van interpretar com un suport per a una eventual candidatura de Francis Arinze. En el conclave, però, tot i que no ha revelat el funcionament intern del mateix, molts creuen que podria haver canviat d'opinió i haver donat suport a Joseph Ratzinger com a candidat.
En el dia de la seva marxa a Roma, pel funeral del Papa Joan Pau II, el cardenal Scheid va concedir una entrevista a l'aeroport internacional de Rio de Janeiro, que va causar cert malestar: quan se'ls pregunta sobre la seva opinió sobre el president Lula com a catòlic, Scheid va revelar que no creia que el president Lula fos un «veritable catòlic», sinó més aviat «caòtic», ja que Lula s'auto-identificava com a catòlic, però no practicava la seva fe. El president va ser informat de les paraules del cardenal durant una escala aRecife, també en el seu camí cap al Vaticà. Lula va respondre que ell era de fet catòlic i que la seva relació amb Déu era de naturalesa molt personal.
La premsa brasilera va tractar d'explorar l'incident més, aprofitant la roda de premsa concedida a Roma pels quatre cardenals electors brasilers a l'ambaixada brasilera. Els reporters van preguntar al principal cardenal de Brasil, Cláudio Hummes, davant del Cardenal Scheid, si estava d'acord amb la descripció de la fe del president. Hummes no va estar d'acord, dient que el president Lula era «catòlic a la seva manera». Els reporters després immediatament es van tornar cap al cardenal Scheid, esperant la seva resposta, però va declinar qualsevol comentari addicional. Tot i que era el final de la repercussió pública de les al·legacions del Cardenal Scheid, s'informà que el cardenal Hummes no es va fer conscient que estava comentant sobre una declaració del Cardenal Scheid, i després es va haver de disculpar amb ell per haver desacreditat les seves paraules en públic (i davant d'ell). Alguns temien que l'incident podria haver provocat l'animositat entre els dos cardenals, que podrien haver posat en perill la suposada candidatura del cardenal Hummes a la successió de Joan Pau II.

## Curiositats
El cardenal Scheid era un apassionat del voleibol.